# Nacho Vidal
Nacho Vidal, nome artístico de Ignacio Jordà González (Mataró, 30 de dezembro de 1973), é um ator pornográfico espanhol.

## Biografia
Nascido em Mataró, província de Barcelona, Vidal se mudou com sua família para Valência muito jovem, onde parte da sua família se originou. Sua família era rica, mas acabou perdendo todo o seu dinheiro por causa da crise do petróleo, quando Vidal tinha 14 anos.
Aos 14 anos, Vidal deixou a escola para começar a trabalhar para ajudar sua família. Como jovem adolescente costumava ter uma banda punk. Ele também foi um pugilista. Mais tarde aos 21 anos, ele começou a trabalhar no clube Porn live Bagdad de Barcelona, onde apresentava ao vivo os atos sexuais com sua namorada, Jasmine Shimoda, em frente a uma plateia. Lá, ele conheceu o diretor do Festival de Cinemas Eróticos de Barcelona, José María Ponce, que o introduziu no mundo dos filmes para adultos. Ele se envolveu com a estrela pornô Belladonna durante muitos anos mas não se casaram.

### Carreira pornô
Vidal é conhecido por fazer cenas pesadas com várias atrizes como Asa Akira e Bobbi Starr. Tornou-se um protegido de Rocco Siffredi, que o levou para Hollywood em 1998. Ele atuou em mais de 1500 filmes, e também produziu e dirigiu muitos outros, desde 2000 Vidal começou a dirigir filmes para o público gay, o que originou o questionamento de sua orientação sexual por algumas pessoas, No entanto, ele afirma que é heterossexual, e revela que já dirigiu alguns filmes pornografia gay como um presente para a grande maioria de seus fãs, que são os gays. Vidal também disse que é muito liberal em relação a isso, mas em sua vida pessoal garante ser hétero.
Em 31 de maio de 2005, Vidal anunciou sua aposentadoria nos filmes eróticos e casou-se com a modelo colombiana Franceska Jaimes. Eles se mudaram para uma mansão anteriormente propriedade de sua família, localizada na pequena cidade de Enguera, em Valência, ele recuperou a casa depois que sua família teve perdas financeiras. Ele e sua esposa iniciaram uma família lá. No entanto, o casal se divorciou seis semanas mais tarde, e Vidal voltou à pornografia apenas alguns meses após anunciar sua aposentadoria. Ele também tem uma filha de um relacionamento anterior com a venezuelana Rosa Castro.
Além da pornografia, Vidal também estrelou em alguns filmes e programas de TV, incluindo a série da TV espanhola "Los Simuladores", e nos filmes espanhois "Va A Ser Que Nadie es perfecto" e "El Alquimista Impaciente".
Em 16 de outubro de 2012, foi preso numa operação contra as máfias asiáticas na Espanha, suspeito de lavagem de dinheiro através da sua produtora.
Em 2019, Vidal desmentiu os boatos de que sua aposentadoria teria ocorrido em virtude de ele ter contraído AIDS. Ele revelou que contraiu, na verdade, artrite reativa.